# Nebulosus

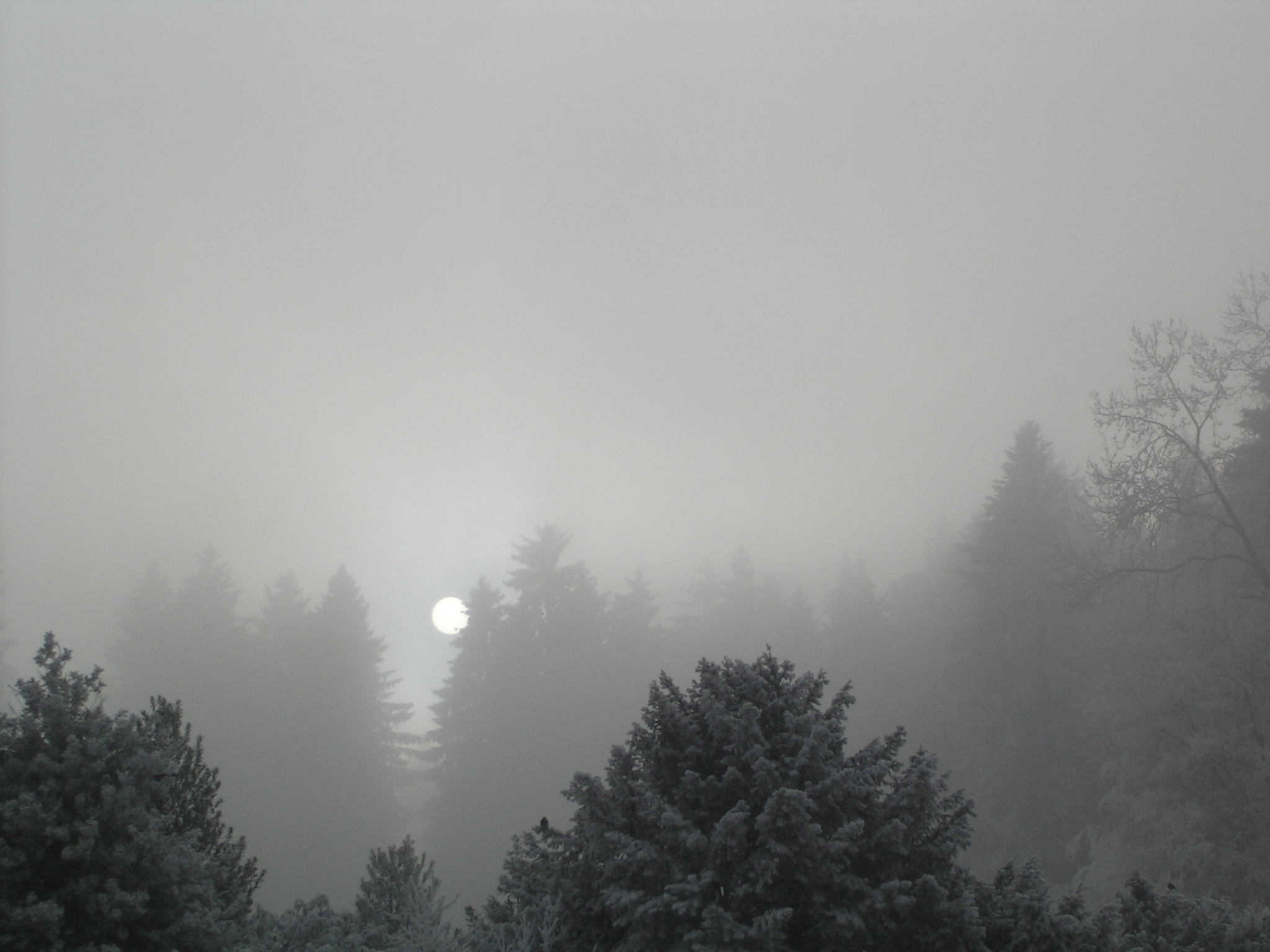
Stratus nebulosus

Nebulosus (neb) (lat. „nebelig“) ist eine meteorologische Bezeichnung für eine Wolkenstruktur. Gemeint sind nebelartige, strukturlose Wolken in Form eines Schleiers oder einer Schicht, die keine deutlichen Einzelheiten erkennen lässt. Diese Bezeichnung wird hauptsächlich bei Cirrostratus und Stratus angewendet. Nebel ist oft auch Stratus nebulosus, kann aber auch zur Art Fractus gehören.